# Macroditassa
Macroditassa es un género de fanerógamas de la familia Apocynaceae. Contiene 12 especies. Es originario de Sudamérica.

## Descripción
Son enredaderas o lianas, con látex de color blanco. Las hojas son coriáceas, de 7-11 cm de largo, 3.6 cm de ancho, elípticas o obovadas a elípticas, obtusas basalmente, el ápice acuminado, glabras, con 2 coléteres en la base de las hojas.
Las inflorescencias son axilares, normalmente dos por nodo, con 3-7 flores, simples,  subsésiles o pedunculadas, pedúnculos más cortos que los pedicelos.

## Taxonomía
El género fue descrito por Gustaf Oskar Andersson Malme y publicado en Arkiv för Botanik utgivet av K. Svenska Vetenskapsakademien 21A(3): 9–10. 1927.

## Especies
| - Macroditassa adnata - Macroditassa carolina - Macroditassa grandiflora - Macroditassa lagoensis - Macroditassa laurifolia - Macroditassa laxa | - Macroditassa macrophylla - Macroditassa marianae - Macroditassa melantha - Macroditassa morilloana - Macroditassa tassadioides - Macroditassa violascens |